# Parc d'Ingegerd
Le parc d'Ingegerd (finnois : Ingegerdinpuisto) est un parc du quartier de Räntämäki à Turku en Finlande.

## Présentation
Ingegerdinpuisto est un parc de 2,7 hectares.
Le parc est situé au milieu d'une petite zone de maisons individuelles. 
Le plan d'Ingegerdinpuisto a été élaboré par l'urbaniste de Turku Irma Rytkölä en 1990.
Quatre monticules de terre ont été créés et  mesurent environ 3 à 4 mètres de haut et 50 à 70 mètres de long, et vus d'en haut ils ressemblent à un trèfle à quatre feuilles.
En hiver, les monticules servent de collines de luge.
La végétation du parc est variée. 
De nombreuses espèces ont été utilisées à titre expérimental dans le parc et de nombreux arbres rares peuvent y être trouvés, tels que le cerisier de Mandchourie et le bouleau verruqueux. 
Il existe plus d'une centaine d'espèces végétales arboricoles, telles que le sorbier de Vilmorin 'Schneid', le cerisier de Virginie, le pin noir européen, le Sapin de Veitch et l'aulne noir 'Laciniata'. 
Sur les monticules du parc, prospèrent le pommetier de Siebold , le rosier rugueux, le rosier pimprenelle 'Poppius' et l'aronie à fruits noirs. 
Il y a aussi deux parterres de plantes vivaces riches en espèces.

## Galerie

Le parc d'File:Ingegerd.